# UP10TION
UP10TION (Hangul: 업텐션) là một nhóm nhạc nam được thành lập bởi TOP Media vào năm 2015. Nhóm gồm mười thành viên gồm: Jinhoo, Kuhn, Kogyeol, Wei, Bitto, Wooshin, Sunyoul, Gyujin, Hwanhee, Xiao ra mắt với mini album Top Secret.

## Lịch sử

### Trước khi ra mắt
Vào tháng 7 năm 2015, UP10TION đã ra mắt chính thức bằng cách giới thiệu mỗi thành viên, từng người một, qua màn trình diễn Masked Rookie King, còn được gọi là King of Masked Rookie UP10TION, là một trò nhại lại chương trình King of Mask Singer của đài MBC[1]. Các thành viên đã thi đấu và thể hiện khả năng và sự quyến rũ của họ trong khi đeo mặt nạ trước mặt ban giám khảo. Sau đó những người được chọn sẽ cởi bỏ mặt nạ của họ. Ban giám khảo bao gồm Shinhwa's Andy, Teen Top's Chunji và 100% 's Rockhyun và Chanyoung. Thành viên đầu tiên được giới thiệu là Wooshin và anh ấy được miêu tả là trông giống diễn viên Park Bo Gum. Các thành viên thứ hai và thứ ba lần lượt là Jinhoo và Hwanhee. Thành viên thứ tư được giới thiệu là Bit-to với một giọng rap sâu lắng và thành viên thứ năm là Kogyeol với giọng hát mạnh mẽ và giàu cảm xúc. Các thành viên thứ sáu và thứ bảy là Kuhn và Sunyoul, cả hai đều có vẻ ngoài quyến rũ và giọng hát tuyệt vời. Ba thành viên cuối cùng được giới thiệu là Wei, Gyujin và Xiao.

### 2015: Ra mắt vớiTop SecretvàBRAVO!
Vào ngày 9 tháng 9, UP10TION đã tổ chức một buổi giới thiệu đầu tiên tại AX Concert Hall ở Seoul. Mini album đầu tiên của UP10TION - Top Secret, bao gồm đĩa đơn đầu tay "So, Dangerous" được phát hành vào ngày 11 tháng 9 năm 2015. Album đầu tay ở vị trí số 9 và đạt vị trí thứ 7 trên bảng xếp hạng Gaon. Họ đã ra mắt chính thức trên chương trình ca nhạc M! Countdown vào ngày 10 tháng 9, biểu diễn đĩa đơn đầu tay "So, Dangerous". Họ cũng đã có buối giới thiệu đầu tiên tại Bắc Kinh, Trung Quốc vào ngày 22 tháng 9. Video "So, Dangerous" được xếp ở vị trí thứ 9 trong bảng xếp hạng "Những video K-pop được xem nhiều nhất ở Mỹ" trong tháng 9 năm 2015 của Billboard.
Vào ngày 26 tháng 11, UP10TION đã phát hành mini album thứ hai BRAVO! với ca khúc chủ đề "Catch me!", được sản xuất bởi Iggy và Yong Bae, người đã sản xuất Heaven của Ailee và Me Gustas Tu của GFriend. Album cũng bao gồm bài hát Party2nite đã được viết và sáng tác bởi Changjo của Teen Top. Album đạt vị trí thứ 5 trên bảng xếp hạng Gaon

### 2016:Spotlight,Summer Go!andBURST
UP10TION đã phát hành mini album thứ ba Spotlight với ca khúc chủ đề "Attention" vào ngày 18 tháng 4. Tháng 5 năm 2016, TOP Media xác nhận rằng UP10TION sẽ tổ chức showcase debut ở Nhật vào ngày 4 tháng 6, theo sau là một buối giới thiệu tại Diễn đàn Sông Osaka vào ngày 5 tháng 6.
Vào ngày 5 tháng 8, UP10TION đã phát hành mini album thứ tư Summer Go! với ca khúc chủ đề "Tonight", đánh dấu album mùa hè đầu tiên của họ.
UP10TION đã trở lại để phát hành mini album thứ năm BURST của họ với ca khúc chủ đề là "White Night". Album được phát hành vào ngày 21 tháng 11 lúc 00:30 giờ KST, sau khi thông báo phát hành muộn 30 phút so với thời gian bình thường.

### 2017: Ra mắt tại Nhật Bản và sự vắng mặt của Wooshin
UP10TION phát hành đĩa đơn đầu tay của họ tại Nhật Bản 「ID (ア イ デ ィ ー)」 vào ngày 27 tháng 2 năm 2017.
Vào ngày 6 tháng 6, TOP Media đưa ra một tuyên bố về sự vắng mặt của Wooshin[2]. Họ đã nói rằng tình trạng tâm lý của anh ấy trở nên trầm trọng hơn do căng thẳng về tinh thần mà anh ấy phải chịu đựng từ cuối năm 2016, bắt nguồn từ một cuộc tranh cãi cho rằng Wooshin đã có những hành vi không phù hợp đối với bạn dẫn trong chương tình âm nhạc The Show - Jeon So Mi, khi để tay gần ngực của cô trong đoạn video. Ngay sau đó, đã có những phản hồi chính thức từ hai công ty chủ quản của hai người và cả các nhân viên sản xuất của The Show rằng những cáo buộc kia là sai sự thật, toàn bộ tranh cãi chỉ là hiểu lầm. Song những chỉ trích hướng về Wooshin vẫn ngày càng tăng. Sau đó, công ty chủ quản của UP10TION - TOP MEDIA đã ra tuyên bố sẽ có hành động pháp lý chống lại những kẻ phỉ báng và bôi nhọ hình ảnh của các nghệ sĩ trực thuộc công ty và nhờ tới sự giúp đỡ của Phòng Phân tích Hình ảnh Pháp y để chứng minh rằng nam thần tượng không hề có lỗi.
Với sự vắng mặt của Wooshin, UP10TION vẫn tiếp tục hoạt động với chín thành viên. Họ phát hành mini album thứ sáu STAR;DOM vào ngày 29 tháng 6. Album lần này có sáu bài hát, với ca khúc chủ đề "Runner". Vào ngày 12 tháng 10, nhóm phát hành 2017 Special Photo Edition, bao gồm hai bài hát, với bài hát chủ đề  Going Crazy và Come Back To Me.

### 2018: Wooshin trở lại và Full Album đầu tiên
UP10TION sẽ trở lại với Full Album đầu tiên vào ngày 15/3/2018 mang tên INVITATION. Đây là lần trở lại đầu tiên của nhóm với đầy đủ mười thành viên sau chín tháng vắng mặt của Wooshin

### 2019-nay: Wooshin, Wei tham gia Produce X 101,The Moment of IllusionvàLight Up
Ngày 19 tháng 7, đêm chung kết diễn ra và công bố nhóm chiến thắng X1 do Swing Entertainment quản lý. Kim Wooseok (Wooshin) dành vị trí thứ 2 với 1,304,033 số phiếu bình chọn và Lee Jinhyuk (Wei) ra về ở hạng 12 với 719,466 số phiếu bình chọn. Sau 5 tháng hoạt động, X1 tan rã do sự bất đồng giữa các công ty quản lý, Kim Wooseok sẽ debut solo vào tháng 3/2020
Bitto có kết quả xét nghiệm dương tính với virus SARS-CoV-2 vào ngày 30.11, sau đó Kogyeol là thành viên thứ 2 của nhóm dương tính vào 1/12, Xiao cũng có kết quả tương tự ngày 15/12

## Thành viên
Chú thích: In đậm là trưởng nhóm, In nghiêng là phó trưởng nhóm
| Nghệ danh     | Nghệ danh | Nghệ danh | Nghệ danh | Tên khai sinh  | Tên khai sinh | Tên khai sinh | Tên khai sinh | Tên khai sinh    | Tên khai sinh  | Ngày sinh         | Chiều cao / Cân nặng / Nhóm máu | Nơi sinh                             |
| Latinh        | Hangul    | Hanja     | Kana      | Latinh         | Hangul        | Hanja         | Bính âm       | Kana             | Hán Việt       | Ngày sinh         | Chiều cao / Cân nặng / Nhóm máu | Nơi sinh                             |
| Jinhoo        | 진후      | 镇琥      | ジヌ      | Kim Jin-wook   | 김진욱        | 金辰昱        | Jīn Chényù    | キム・ジヌク     | Kim Thần Dực   | 2 tháng 8, 1995   | 173 cm / 56 kg / A              | Changwon, Gyeongsangnam-do, Hàn Quốc |
| Kuhn          | 쿤        | 坤        | クン      | Noh Soo-il     | 노수일        | 盧秀一        | Lú Xiùyī      | ノ・スイル       | Lỗ Tú Nhất     | 11 tháng 11, 1995 | 183cm / 66kg / O                | Ansan, Gyeongi, Hàn Quốc             |
| Kogyeol       | 고결      | 高潔      | コギョル  | Go Min-soo     | 고민수        | 高敏秀        | Gāo Mǐnsù     | コ・ミンス       | Cao Mẫn Tú     | 19 tháng 5, 1996  | 183 cm / 65 kg / A              | Bucheon, Gyeongi, Hàn Quốc           |
| Jinhyuk (Wei) | 웨이      | 伟        | ウェイ    | Lee Jin-hyuk   | 이진혁        | 李鎭赫        | Lǐ Zhènhè     | イ・ジニョク     | Lý Trấn Hách   | 8 tháng 6, 1996   | 185 cm / 62 kg / O              | Seoul, Hàn Quốc                      |
| Bitto         | 비토      | 碧土      | ビト      | Lee Chang-hyun | 이창현        | 李昌賢        | Lǐ Chāngxián  | イ・チャンヒョン | Lý Xương Hiền  | 24 tháng 8, 1996  | 180 cm / 62 kg / O              | Dongducheon, Gyeongi, Hàn Quốc       |
| Wooseok       | 우신      | 宇信      | ウシン    | Kim Woo-seok   | 김우석        | 金宇碩        | Jīn Ýǔhuò     | キム・ウソク     | Kim Vũ Thạc    | 27 tháng 10, 1996 | 173 cm / 55 kg / B              | Daejeon, Hàn Quốc                    |
| Sunyoul       | 선율      | 善燏      | ソニュル  | Seon Ye-in     | 선예인        | 宣叡仁        | Xuān Ruìrén   | ソン・イェイン   | Tuyên Duệ Nhân | 6 tháng 11, 1996  | 175 cm / 55 kg / B              | Jeollanam-do, Hàn Quốc               |
| Gyujin        | 규진      | 奎真      | ギュジン  | Han Gyu-jin    | 한규진        | 韓奎真        | Hán Kuízhēn   | ハン・ギュジン   | Hàn Khuê Chân  | 21 tháng 11, 1997 | 181 cm / 67 kg / AB             | Incheon, Hàn Quốc                    |
| Hwanhee       | 환희      | 欢喜      | ファニ    | Lee Hwan-hee   | 이환희        | 李歡喜        | Lǐ Huánxī     | イ・ファニ       | Lý Hoan Hy     | 6 tháng 5, 1998   | 175 cm / 56 kg / O              | Daejeon, Hàn Quốc                    |
| Xiao          | 샤오      | 晓悟      | シャオ    | Lee Dong-yeol  | 이동열        | 李東烈        | Lǐ Dōngliè    | イ・ドンヨル     | Lý Đông Liệt   | 13 tháng 12, 1998 | 177 cm / 57 kg / B              | Busan, Hàn Quốc                      |

## Danh mục bài hát

### Danh sách đĩa nhạc
| Album                          | Chi tiết                                                                                             | Danh sách bài hát | Vị trí cao nhất | Vị trí cao nhất | Doanh thu                               |
| Album                          | Chi tiết                                                                                             | Danh sách bài hát | KOR             | JPN             | Doanh thu                               |
| Top Secret                     | - Ngày phát hành: 11/9/2015 - Nhà sản xuất: TOP Media - Hình thức: CD, digital download              | 1. Tension Up! 2. So, Dangerous 3. Come As You Are 4. Never Ending 5. Phoenix 6. Come With Me 7. So, Dangerous (Chinese Ver.)       | 7               |                 | - KOR: 16,478                           |
| BRAVO!                         | - Ngày phát hành: 26/11/2015 - Nhà sản xuất: TOP Media - Hình thức: CD, digital download             | 1. Bravo! 2. Catch Me 3. 나두 (dito) 4. 불러 (call me) 5. Holic 6. Party2nite                                                       | 5               |                 | - KOR: 31,611                           |
| Spotlight (Mini Album)         | - Ngày phát hành: 17/4/2016 - Nhà sản xuất: TOP Media - Hình thức: CD, digital download              | 1. Spotlight 2. Attention 3. Stay 4. Like Nothing Happened 5. Yes Or No 6. I Wish A Miracle                                         | 4               |                 | - KOR: 65,107                           |
| Summer Go!                     | - Ngày phát hành: 4/8/2016 - Nhà sản xuất: TOP Media - Hình thức: CD, digital download               | 1. Tonight 2. Beautiful 3. Oasis 4. MAGIC 5. Be My Luck 6. Tonight (Inst.)                                                          | 3               |                 | - KOR: 62,628 - Limited Edition: 13,000 |
| Burst (Mini Album)             | - Ngày phát hành: 21/11/2016 - Nhà sản xuất: TOP Media - Hình thức: CD, digital download             | 1. White Night 2. Ignition 3. Go! 4. Because 5. Stuck On You 6. Just Like That                                                      |                 |                 | - KOR: 83,737                           |
| ID (Japanese Debut Album)      | - Ngày phát hành: 8/3/2017 - Nhà sản xuất: TOP Media, kissent2010 - Hình thức: CD, digital download  | 1. ID 2. Once Again 3. Stand Up 4. The World Is Waiting                                                                             |                 | 3               | - Japan: 159,779                        |
| STAR;DOM (Mini album)          | - Ngày phát hành: 03/07/2017 - Nhà sản xuất: TOP Media - Hình thức: CD, digital download             | 1. 시작해 (Runner) 2. Everything 3. 너다운 (True Love) 4. Hot Blood 5. 매일 (Everyday) 6. Dream You                                 |                 |                 | - KOR: 95,963                           |
| 2017 Special Photo Edition     | - Ngày phát hành: 18/10/2017 - Nhà sản xuất: TOP Media - Hình thức: CD, digital download             | 1. Going Crazy 2. Come Back To Me 3. Going Crazy (Inst.)                                                                            |                 |                 | - KOR: 22,392 - JPN: 1,626              |
| Wild Love (Japanese 2nd Album) | - Ngày phát hành: 24/1/2018 - Nhà sản xuất: TOP Media, kissent2010 - Hình thức: CD, digital download | 1. Wild Love 2. Sign Me Up 3. In The Dream 4. Feel So Right                                                                         |                 | 2               | - JPN: 86,810+]                         |
| INVITATION (Full Album)        | - Ngày phát hành: 15/3/2018 - Nhà sản xuất: TOP Media - Hình thức: CD, digital dowload               | 1. Invitation 2. Candyland 3. Target On 4. Finally 5. Habit 6. Mixed Signals 7. Always 8. Superstar 9. Love Sick 10. Still With You |                 |                 | - KOR: 75,594+                          |

### Hoạt động solo, hợp tác
| Năm  | Bài hát                   | Thành viên                 | Album/Single              |
| 2016 | "Cherish" (보일 듯 말 듯) | Sunyoul ft. Yuju (GFriend) | "Cherish" (보일 듯 말 듯) |

## Chương trình tạp kỹ
| Năm  | Ngày   | Chương trình                | Thành viên                     | Ghi chú | Chú thích |
| 2015 |        | Masked Rookie Competition   | UP10TION                       |         | [13]      |
| 2015 |        | RISING! UP10TION            | UP10TION                       |         |           |
| 2015 |        | After School Club           | UP10TION                       |         |           |
| 2016 |        | Running Man                 | UP10TION                       | Ep. 279 | [14]      |
| 2016 |        | After School Club           | UP10TION                       | Ep. 193 |           |
| 2016 | 160110 | King of Mask Singer         | Sunyoul (Most Beauty Uhwudong) | Ep. 41  | [15]      |
| 2016 | 160113 | Weekly Idol                 | UP10TION                       | Ep. 233 | [16]      |
| 2016 | 160117 | King of Mask Singer         | Sunyoul (Most Beauty Uhwudong) | Ep. 42  |           |
| 2016 | 160521 | Fan Heart Attack Idol TV    | UP10TION                       | Ep. 10  |           |
| 2016 | 160530 | Hello Counselor             | Wooshin                        | Ep. 275 |           |
| 2016 | 160816 | After School Club           | UP10TION                       | Ep. 225 |           |
| 2016 | 160921 | Hit The Stage               | Bitto                          | Ep. 9   |           |
| 2016 | 161205 | Hello Counselor             | Kuhn, Wei                      | Ep. 301 |           |
| 2017 |        | UP10TION, Please!           | UP10TION                       |         |           |
| 2017 |        | UP10TION'S Wishlist Burst V | UP10TION                       |         |           |
| 2017 |        | After School Club           | UP10TION                       | Ep. 272 |           |
| 2017 |        | UP10TION, Please!           | UP10TION                       |         |           |
| 2017 | 170723 | King of Masked Singer       | Hwanhee (Soohorang)            |         |           |